# Gijsbrecht Leytens
Gijsbrecht Leytens, noto come il Maestro dei paesaggi invernali (Anversa, 1586 – Anversa, 1643/1656), è stato un pittore fiammingo.

## Biografia

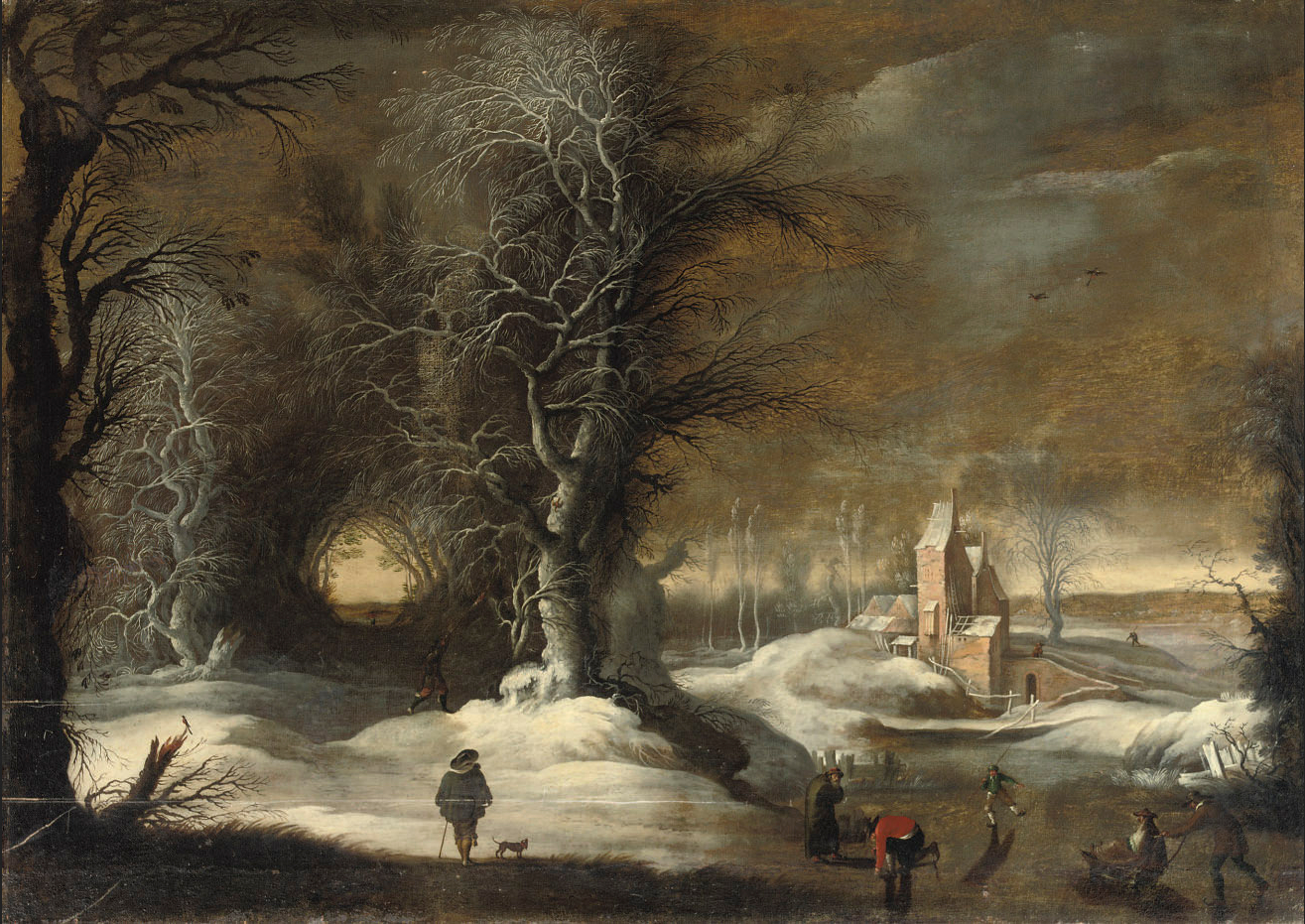
Paesaggio invernale con figure in slittino e pattinatori

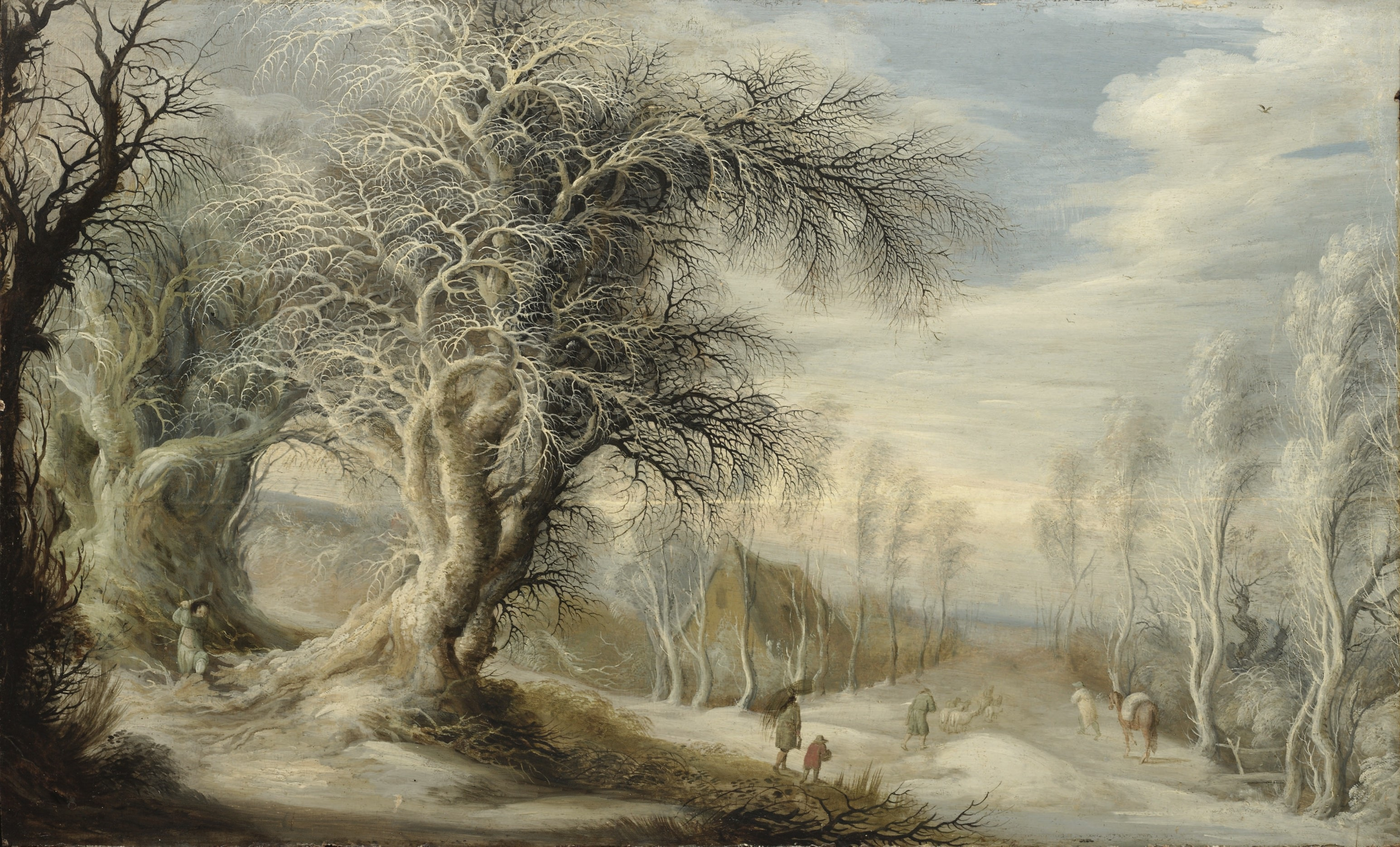
Paesaggio invernale con un boscaioli e viaggiatori

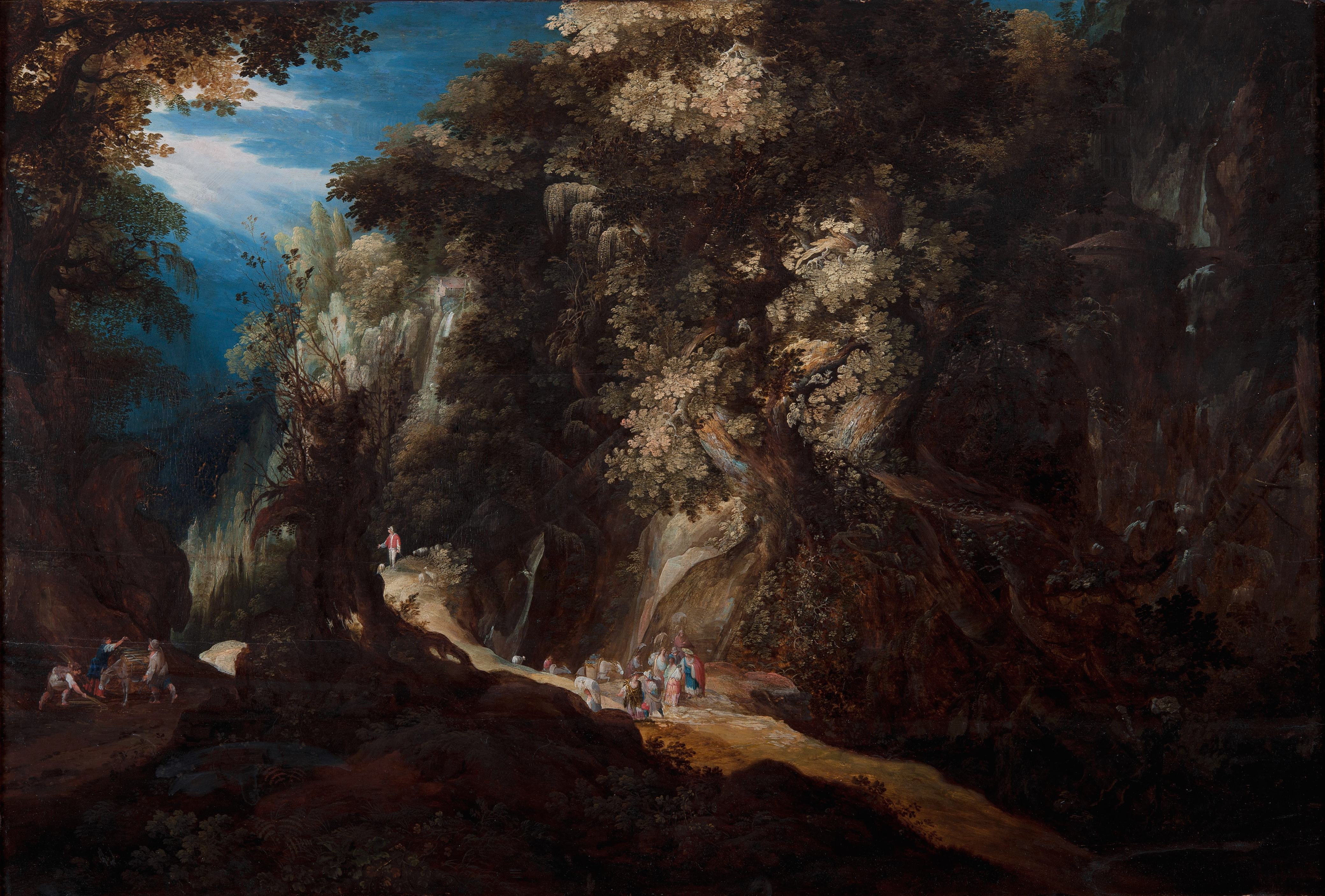
Paesaggio boscoso di montagna con cascata e viaggiatori, Museo nazionale di Stoccolma

Gijsbrecht Leytens, identificato con 'Il Maestro dei paesaggi invernali' nel 1942 dal Reelick, grazie a un Paesaggio invernale firmato dal suo monogramma, la sigla "G.L." oltre al marchio della Gilda di Anversa,conservato in una collezione privata olandese, fu battezzato ad Anversa il 4 aprile 1586.
Il suo cammino di formazione iniziò con Jacob Vrolijck, prima di diventare maestro nella Corporazione di San Luca di Anversa nel 1611.
Sposato a Maria van Omel, era un membro del gruppo di retorica "De Olijftak" ("La confraternita dello Spirito Santo"), tra il 1615 e il 1625 e un capitano nella Guardia Civica di Anversa tra il 1624 e il 1628.
Conosciuto per le sue collaborazioni con i pittori e disegnatori fiamminghi Frans Francken II e Sebastian Vrancx, tra i suoi allievi si può menzionare il giovane Jan Baptist Rocataillate venuto dal sud Europa per apprendere l'arte della pittura paesaggistica fiamminga.
Il suo stile aderì alla tendenza paesaggistica tipica fiamminga e olandese del XVI secolo e del XVII secolo, che rese celebri maestri come Pieter Bruegel il Vecchio, Hendrick Avercamp, Gillis van Coninxloo, Joos de Momper il Giovane e Denis van Alsloot, e si caratterizzò principalmente per la grande raffinatezza delle sottili armonie di colore.
Gijsbrecht Leytens può essere considerato il vero poeta dell'inverno, del gelo, che espresse, meglio di tutti, la fredda luce del sole su una campagna avvolta nel ghiaccio, evitando una semplice resa accademica basata sui dettagli insignificanti delle attività umane, evidenziando invece le bellezze della natura, i grandi paesaggi boscosi magici e irrealistici, con tanti rami molto sinuosi, sempre protesi verso qualcosa e popolati da piccole figure. Spesso il suo stile si caratterizzò per un effetto drammatico che trascese il Realismo, dato che le sue luci e le sue ombre, talvolta, non coincidevano, ma rendevano i suoi alberi dalle forme bizzarre ancora più fantastici e inquietanti e l'evocazione ancora più surreale.
Probabilmente Leytens fu influenzato dalle particolari condizioni meteorologiche dell'ultimo quarto del XVI secolo, che furono contraddistinte da un freddo superiore alla media, e da una diminuzione delle temperature medie, che provocarono inverni più lunghi e più freddi nell'Europa occidentale.
Con artisti come Brueghel e Abel Grimmer, ma anche Denijs van Alsloot e Daniel van Heil, il paesaggio invernale divenne uno dei soggetti preferiti dapprima della pittura fiamminga e successivamente di quella olandese, come dimostrarono i paesaggi invernali di Hendrick Avercamp e Aert van der Neer.

## Opere principali
- Paesaggio invernale con figure in slittino e pattinatori, Ermitage;
- Paesaggio invernale con pattinatori, Ermitage;
- Paesaggio invernale con un boscaioli e viaggiatori;
- Paesaggio boscoso di montagna con cascata e viaggiatori, Museo nazionale di Stoccolma;
- Paesaggio fluviale boschivo con pastori a riposo;
- Paesaggio invernale animato da abitanti del villaggio;
- Paesaggio invernale con una donna e boscaioli su una pista boscosa, un villaggio sullo sfondo;
- Paesaggio invernale;
- Paesaggio invernale, Národní galerie;
- Paesaggio invernale con collezionisti di legno, Mauritshuis;
- Paesaggio invernale con zingari e pattinatori, Musée des beaux-arts;
- Paesaggio invernale con pattinatori e un venditore ambulante, collezione privata;
- Paesaggio di neve, collezione privata.